# ام‌وی آیالا
ام‌وی آیالا (به انگلیسی: MV Ilala) یک کشتی است که طول آن ۱۷۲ فوت (۵۲ متر) می‌باشد. این کشتی در سال ۱۹۴۹ ساخته شد.